# Березовський Кость-Арпад Амвросійович
Кость-Арпа́д Амвро́сійович Березо́вський (псевдо: «Арпад», «Карий», «Карпо», «Кречет»; 14 лютого 1914, м. Львів — червень 1941) — український громадський діяч, член 51-го пластового куреня імені Святослава Завойовника (Львів). Член ОУН, референт пропаганди Крайової Екзекутиви ОУН (04.1940 — 07.1940). Учасник Процесу 59-ти (15-18.01.1941).

## Життєпис
Кость Арпад Березовський (друге своє ім'я отримав на згадку про своїх угорських предків) народився 14 лютого 1914 року у Львові в родині Амвросія (Амброзія) та Марії Березовських. 
Навчався у міській школі, потім в молодших класах гімназії, а завершував середню освіту приватно вдома і 1934 року склав екстерном матуру в Академічній гімназії у Львові. У 1934–1935 роках навчався на правничому факультеті Львівського університету імені Яна Казимира.
Був активним пластуном, другом 51-го куреня імені Святослава Хороброго (Завойовника). А 1932 року вступив до ОУН. На межі 1932–1933 років його звинувачували в суді у Перемишлі в розповсюдженні націоналістичних летючок та приналежності до ОУН, але не змогли довести провини і звільнили з-під варти. Але через цю справу не зміг продовжити навчання в гімназії.
Інструктор ОУН серед ремісників міста Львова, один з представників ОУН в. У 1934 році він став провідним редактором часопису «Студентський шлях», автор ряду ідеологічних статей. Часопис, який виходив з 1931 року очолювали раніше Микола Дужий, Володимир Янів. Наприкінці 1934 року польська влада закрила «Студентський шлях». Того ж року Березовський був покликаний до керівництва Українського спортового Союзу та його друкованого органу — щотижневої газети «Готові». Поряд зі спортивною тематикою редакція багато уваги приділяла ідейному вихованню молоді в національному дусі. Це викликало відповідну реакцію польської влади. Газету закрили, а Костя Березовського в числі інших членів редакції вислали «для перевиховання» до концтабору у Березі Картузькій.
На процесі про вбивство Михайла Копача та Марії Ковалюківни 7—19 червня 1937 року Березовського засудили за участь у керівній мережі ОУН до 8 років в'язниці. Повітового провідника ОУН у Львові М. Копача та М. Ковалюківну застрелили боївкарі ОУН 22 квітня 1935 року поблизу Рясної Польської під Львовом за спробу створити альтернативну мережу організації в Галичині.
Після нападу Німеччини на Польщу Кость Березовський вийшов на волю з польської в'язниці. Восени 1939 року він вступив на історичний факультет Львівського університету. Одночасно продовжував боротися проти більшовицького режиму. Крайовий провідник ОУН на Західноукраїнських землях у квітні 1940 року призначив Березовського референтом пропаганди Крайової екзекутиви ОУН. Організатор пропагандистської роботи серед інтелігенції Києва, Одеси та Харкова, з метою чого створено спеціальну групу у складі Миколи Вовка, Юрія Стефаника, Омеляна Пріцака та інших. 
25 липня 1940 року він був заарештований НКВС. В результаті операції було арештовано увесь склад крайової екзекутиви, за винятком керівника організації Мирона Дмитра, який перебував у глибокому підпіллі. Заарештований енкаведистами Кость Арпад Березовський був ключовим звинуваченим у так зв. «Процесі 59-ти». Своєю поведінкою він морально підтримував в'язнів, став на суді їхнім духовним провідником. Львівський обласний суд, який засідав 15–18 січня 1941 року в будинку обласного управління НКВС (тепер вул. Вітовського, 55), засудив 42 молодих хлопців і дівчат (серед них і громадянку США Ірину Пик) до розстрілу за «антирадянську діяльність ОУН».
Завдяки клопотанню академіка ВУАН Кирила Студинського Верховний суд СРСР помилував 10 дівчат та 11 хлопців — половину засуджених до розстрілу. Смертну кару їм замінили на 10 років ГУЛАГу. 
Кость Арпад Березовський, імовірно, знищений більшовиками наприкінці червня 1941 року при тотальному мордуванні політичних в'язнів (за іншими даними розстріляний 14 квітня 1941 року на Левандівці у Львові (як і о. Роман Мар'ян Берест та інші). Похований на Янівському цвинтарі у Львові.